# Mitchel Musso
Mitchel Tate Musso (Garland, 9 luglio 1991) è un attore e cantante statunitense.

## Biografia
Mitchel Musso è nato a Garland, Texas, il 9 luglio 1991, è figlio di Katherine Moore e Samuel Musso, impegnati nella comunità teatrale di Dallas. Ha due fratelli: Mason Musso, nato nel 1989, cantante nei Metro Station, e Marc, nato nel 1995, anche lui attore e cantante.
Il nome Mitchell normalmente è scritto con due elle, ma i suoi genitori hanno voluto scrivere Mitchel, con una sola, perché se scritto con due elle, il nome finisce in hell, ovvero inferno.
Mitchel ha origini italiane da parte del padre, perché sua nonna è di Napoli, e suo nonno della Sicilia.

### Carriera musicale
Mitchel Musso ha debuttato nell'estate del 2007 esibendosi presso gli Universal Studios City Walk, dove ha presentato Let's Go con la sua band ed un gruppo di ballerini. Ha girato con Miley Cyrus nel Best Of The Both Worlds Tour. Durante la pausa delle riprese di Hannah Montana ha girato gli Stati Uniti con il tour Radio Disney's Jingle Jam 2007 con Jordan Pruitt, Drew Seeley e Keke Palmer e dopo la registrazione della serie si è esibito nelle feste organizzate per sponsorizzare l'evento. Più di recente, Mitchel e la sua band hanno aperto le date del Tour 2008 di Ginnastica Superstars con i vincitori di medaglia olimpica Nastia Liukin, Shawn Johnson e altri.
Musso ha poi ottenuto due Top 10 di Radio Disney Top 30 Countdown. La sua cover di Lean on Me, che conteneva un video in rotazione su Disney Channel e The Snow Buddies DVD, ha trascorso 21 settimane nella classifica e raggiunto la settima posizione. Nel maggio 2008, il suo brano If I Didn't Have You (eseguito con Emily Osment) è stato incluso nel CD Disneymania 6, che raggiunse la quinta posizione e rimase 16 settimane in classifica. Tra il 2007 e il 2008 (in estate e nei periodi festivi) Mitchel è stato in tour con la sua band e con i ballerini.
In questo periodo ha tenuto molti live ad ingresso libero, come per esempio quello a Darien Lake, o anche quello spettacolare alle Hawaii.
Ha poi iniziato a registrare il suo album di debutto per il quale ha lavorato a Los Angeles e New York con alcuni dei migliori produttori del settore della musica e cantautori, tra cui Sam Hollander (Metro Station, Gym Class Heroes), Dave Katz (Coheed + Cambria, Gym Class Heroes, Boys Like Girls), Schneider Curt (Five for Fighting) e Matthew Wilder (No Doubt, Christina Aguilera). L'album contiene quattro brani co-scritti da Musso, oltre a una collaborazione con il fratello Mason dai Metro Station. Il video di The In Crowd, il primo singolo estratto dall'album omonimo è subito in rotazione su Disney Channel e su Radio Disney. Musso è stato premiato come "Ragazzo Popolare ed Emergente" del 2009 durante la classifica speciale di MTV News "Pop Week", che comprendeva uno sguardo dietro le quinte delle riprese del video musicale di The In Crowd.
Grazie alle riviste, a Radio Disney e a Disney Channel, The In Crowd scala la classifica di MTV e si piazza al terzo posto, rimanendoci però solo sei giorni, per poi finire fuori dalla Top 10 nel giro di tre settimane.

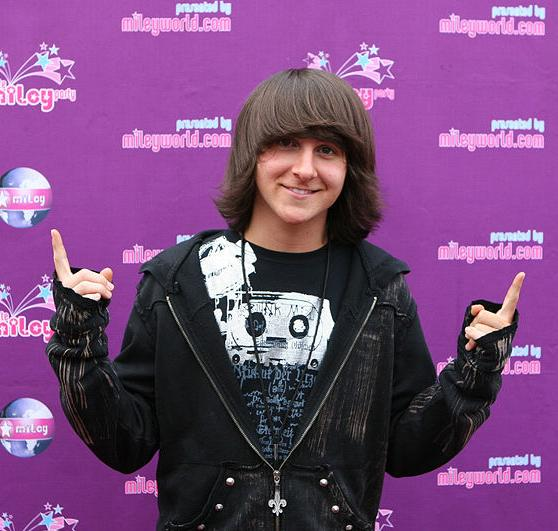
MItchel Musso

Durante alcuni episodi della terza stagione di Hannah Montana canta una cover dell'omonima cantante, Let's Do This, una canzone contenuta nel suo album di debutto, Welcome To Hollywood e un brano inedito intitolato Let's Make This Last 4ever.
Inizia una serie di concerti, tra cui quelli a Disneyland e al The Grove dov'è sostenuto da molti colleghi come Debby Ryan, Jordan Francis, Meaghan Martin e Miley Cyrus. Quest'ultima ha cantato con lui Welcome To Hollywood dal vivo.
In luglio e agosto 2009, Musso ha aperto i concerti per i Metro Station. Ha anche lanciato un tour da headliner nel mese di agosto, con KSM, le quali aprivano per lui i live. Il tour si è concluso 24 settembre a New Orleans. Il 4 settembre 2010 ha allestito un concerto gratuito presso il Great New York State Fair. Una settimana dopo ha allestito un altro spettacolo gratuito allo Utah State Fair.
Il secondo singolo, Hey, si piazza alla prima posizione della classifica di Radio Disney, rimanendoci per un mese. Poi scende dalla prima alla tredicesima posizione. Mentre Musso è in tour, fa varie apparizioni sul web con alcuni video, e in molte trasmissioni televisive.
A settembre 2009 tiene un concerto a Fillmore: il live viene trasmesso in diretta sulla pagina Facebook di Mitchel, con il concerto delle KSM incluso, una chat pre, durante e post concerto, e un backstage condotto da Ernie D, DJ di Radio Disney. Il mese dopo viene pubblicato un altro singolo, Shout It, contenente spezzoni del live trasmesso su Facebook, backstage e momenti di divertimento con gli amici.
Sul finire del 2009 Mitchel annuncia un nuovo album e incide una versione di Jingle Bell Rock per l'album di beneficenza A very Special Christmas 7.
Nel 2010 incide Stand Out per Disney Mania 7 e Let's Do This Remix con Hannah Montana. Pubblica poi su iTunes un album live, con la performance al Fillmore. Nell'estate del 2010, dopo la chiusura del tour ed un lungo periodo di assenza dai palchi, torna dal vivo a Miyrtle Beach dove, introdotto dalle colleghe Debby Ryan e Tiffany Thornton, si esibisce con i brani del primo album e due pezzi inediti, chiamati Open The Door e Celebrate.
Nell'estate del 2010 Mitchel canta, insieme a Doc Shaw, Top Of The World, la sigla del telefilm di Disney XD Coppia di re.
Ad agosto 2010 il produttore Bryan Todd pubblica un breve video su YouTube dove si vede Mitchel che registra una canzone intitolata Empty.
Inoltre sempre nell'estate del 2010 viene annunciato un film di Phineas & Ferb dove Mitchel darà come sempre la voce al personaggio di Jeremy.

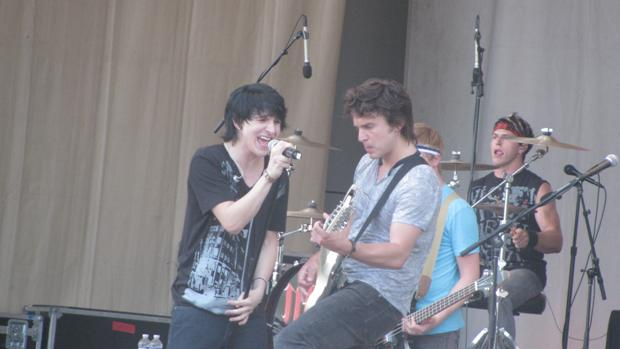
Mitchel Musso a Chicago nel 2009

Ad ottobre 2010 concede un esclusivo "Listening Party" del suo nuovo album alla Planet Hollywood di New York, dove oltre ad incontrare i fan e a fare autografi, si esibisce con pezzi del precedente album e canzoni nuove.
Nell'autunno del 2010 pubblica una prima canzone in digitale, You Got Me Hooked, e alcuni secondi del nuovo singolo, Get Away, pubblicato su iTunes il giorno di Halloween. In seguito comunica di voler girare un video per ogni canzone del nuovo album, tutti collegati da una storia. È poi la volta di Got Your Heart e "Celebrate. Arrivano poi altri due video: Got Me Hooked" e Just Go.
In un'intervista Musso annuncia di aver già inciso il 75% del suo terzo album. A gennaio 2011 viene pubblicato il nuovo video per Empty. Tiene un gigantesco concerto assieme al fratello Mason a Dallas, dove canta Shake It con lui. Il 14 febbraio presenta il video per Come Back My Love.
Mitchel registra un concerto esclusivo per Walmart Soundchek e a maggio 2011 presenta il video di Open The Door. Successivamente fa un'apparizione nello show di sketch comici di Disney Channel So Random!, dove si esibisce con il brano Get Away.
Il 19 agosto appare sul canale del musicista Darby Wilson un video intitolato Krook, In cui si vedono Darby, Musso e Kyle Edwards suonare un pezzo inedito: Wilson è al piano, Edwards rappa e Musso suona la chitarra e canta il ritornello. Pochi giorni prima sul canale di Wilson era apparso un altro video, in cui il musicista cantava una canzone con Mason Musso. Continua a portare avanti il progetto Krook, e il 16 settembre viene pubblicata online la prima canzone del gruppo registrata in studio. Mitchel Musso e Kyle Edwards rappano una canzone d'amore intitolata Rollin, con Musso che canta il ritornello e la seconda strofa.
Il 24 dicembre Marc Musso pubblica sul suo profilo SoundCloud la versione demo di un brano realizzato in collaborazione con Mitchel, U and I.
Il 1º gennaio 2012 organizza una live chat in cui annuncia il titolo del nuovo disco, Lonely, e fa ascoltare le tracce. Il 13 gennaio, su YouTube e iTunes, Mitchel pubblica un brano che non sarà inserito nel nuovo album, Replaceable.

### Carriera da attore
Ha iniziato la carriera nel film Disney per la televisione Tyco il terribile, interpretando Raymond Figg, il migliore amico di Kyle Massey. Inoltre ha avuto un ruolo con suo fratello Marc in Secondhand Lions, con il fratello di Emily Osment, Haley Joel Osment. Attualmente, è uno dei co-stars della serie originale Hannah Montana della Disney, dove interpreta il miglior amico di Hannah, Oliver Oken. Mitchel ha dato la voce al personaggio di Jeremy in Phineas e Ferb e al personaggio di Aang, in Avatar - La leggenda di Aang. Nel 2005 ha lavorato con Chuck Norris in Walker Texas Ranger. Ha recitato insieme a Jason Dolley nel film Pete il galletto.  Nell'anno successivo ha doppiato DJ nel film animato al computer/motion capture, Monster House.

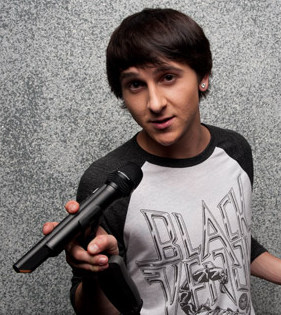
MItchel Musso nel 2012

Nel 2009 è uscito il suo film con Emily Osment e Miley Cyrus, Hannah Montana: The Movie. Incide Every Little Thing She Does Is Magic, cover di una canzone dei Police, per la colonna sonora de I maghi di Waverly, Stand Out per la compilation Disney Mania 7.
Alla fine del 2009, Musso è stato inserito nel cast, insieme alla nuova star di Zack e Cody sul ponte di comando Doc Shaw, in una nuova serie televisiva di Disney XD intitolata Coppia di re. La serie inizia la produzione nel marzo 2010, dopo la produzione della stagione finale di Hannah Montana in cui Musso fa poche apparizioni. La serie debutta nel settembre 2010.
Il 5 luglio 2011 debutta su Disney Channel con un nuovo show di scherzi, Prankstars.
Insieme al Red Team (di cui è capitano) vince i Disney Channel Friends for Changes Games dell'estate 2011 vincendo 325.000 dollari da donare al WWF.
Il 3 agosto prende parte alla première del nuovo film di Phineas e Ferb, dove presta come sempre la voce al personaggio di Jeremy. Sempre nell'estate 2011 prende parte al video del rapper Lil Twist, New Money.
Ha preso parte ad alcuni film mai usciti in Italia: She will be free come Eric (nel 2013 in America); Sins of our youth come Scott (nel 2014 in America); The Sand come Mitch (nel 2014 in America).

## Discografia

### Album
- 2009 – Mitchel Musso

### EP
- 2010 – Brainstorm

### Album live
- 2010 – Live At The Fillmore

### Singoli
- 2008 – The In Crowd
- 2009 – Hey
- 2009 – Shout It
- 2009 – Speed Dial
- 2010 – Get Away
- 2010 – Celebrate
- 2012 – Replaceable

### Collaborazioni
- 2008 – If I Didn't Have You (con Emily Osment)

### Singoli promozionali
- 2010 – Top of the World (con Doc Shaw)

## Formazione

### Formazione attuale
- Mitchel Musso - voce;
- Marcelo - basso elettrico;
- Josh Golden - chitarra;
- Mike Crisis - batteria;
- Brian Simpson - chitarra;

### Ex componenti
- Leland Grant - chitarra (2008-2009)
- Scotty Kormos - batteria (2008-2008)
- Johnny Strat - chitarra (2007-2008)

## Filmografia

### Cinema
- The Keyman, regia di Daniel Millican (2002)
- Secondhand Lions, regia di Tim McCanlies (2003)
- Hannah Montana: The Movie, regia di Peter Chelsom (2009)
- Sins of Our Youth, regia di Gary Entin (2014)

### Televisione
- Oliver Beene – serie TV, episodio 2x02 (2004)
- Walker Texas Ranger - Processo infuocato (Walker, Texas Ranger: Trial by Fire), regia di Aaron Norris – film TV (2005)
- Una pupa in libreria (Stacked) – serie TV, episodio 1x01 (2005)
- Tyco il terribile (Life Is Ruff), regia di Charles Haid – film TV (2005)
- Hannah Montana – serie TV, 89 episodi (2006-2011)
- Pete il galletto (Hatching Pete), regia di Stuart Gillard – film TV (2009)
- I maghi sul ponte di comando con Hannah Montana (Wizards on Deck with Hannah Montana), registi vari – film TV (2009)
- Coppia di re (Pair of Kings) – serie TV, 47 episodi (2010-2012)
- So Random! – serie TV, episodio 1x04 (2011)

### Doppiaggio
- Avatar - La leggenda di Aang (Avatar: The Last Airbender) – serie animata, episodio 1x01 (2002)
- Monster House, regia di Gil Kenan (2006)
- Phineas e Ferb (Phineas and Ferb) – serie animata, 80 episodi (2007-2015)
- Yin Yang Yo! – serie animata, episodio 2x37 (2009)
- Zampa e la magia del Natale (The Search for Santa Paws), regia di Robert Vince (2010)
- Phineas e Ferb: Il film - Nella seconda dimensione (Phineas and Ferb the Movie: Across the 2nd Dimension), regia di Dan Povenmire e Robert F. Hughes – film TV (2011)
- La legge di Milo Murphy (Milo Murphy's Law) – serie animata, 3 episodi (2016-2018)
- Phineas e Ferb: Il film - Candace contro l'Universo (Phineas and Ferb the Movie: Candace Against the Universe), regia di Bob Bowen (2020)

## Doppiatori italiani
Nelle versioni in italiano delle opere in cui ha recitato, Mitchel Musso è stato doppiato da:
- Alessio Puccio in Hannah Montana, Hannah Montana: The Movie, I maghi sul ponte di comando con Hannah Montana, Pete il galletto, So Random!, Coppia di re
- Jacopo Bonanni in Tyco il terribile
- Gabriele Patriarca in Walker Texas Ranger - Processo infuocato

Da doppiatore è stato sostituito da:
- Alessio Puccio in Phineas e Ferb, Phineas e Ferb - Nella seconda dimensione, Phineas e Ferb - Candace contro l'Universo, Zampa e la magia del Natale
- Furio Pergolani in Monster House
- Simone Lupinacci ne La legge di Milo Murphy